# Jolly Jumper
Jolly Jumper är en seriefigur i den tecknade serien om cowboyen Lucky Luke, och är dennes häst. I det att serien utvecklades kommer Jolly Jumper att framställas som osedvanligt intelligent, och blir Lukes vän och förtrogne.

## Personlighet
Jolly Jumper är en vit hingst med brun fläck på vänstra sidan. Han är Lukes ovärderlige kamrat, med en för hästar osedvanligt hög intelligens och rikt inre liv; bland annat har han setts dyrka lås, laga mat, diska, spela schack, gå på lina, läsa, knyta knutar, klättra i träd, samt rykta och sadla sig själv. Bland hans praktiska egenskaper märks också det att han kan galoppera och sova samtidigt. Han är osvikligt lojal med Luke, men blir vid återkommande tillfällen stött när Luke tar honom för given. Till skillnad från Luke är han inte heller särskilt äventyrslysten, utan fäller återkommande bittra kommentarer över de strapatser som Luke drar in dem i.
Jolly ogillar hundar i allmänhet, och Ratata i synnerhet, vilket visas bland annat i "Ratata på spåret".

## Utveckling
Jolly Jumper medverkade första gången i äventyret "Arizona", publicerat i extrautgåvan Almanach 1947 av belgiska serietidningen Le Journal de Spirou den 7 december 1946.
Från att i de första albumen enbart ha varit Lukes häst, blir hans roll i serien större i och med att René Goscinny tar över manusförfattandet på serien. I samband med att Ratata introduceras i serien ("Ratata på spåret", 1960) begåvas han slutligen med förmågan att tala.